# Cripta de Balbo
Cripta Balbo era uma praça rodeada por um pórtico anexo ao antigo Teatro de Balbo em Roma, parte do complexo onde está hoje a sede do Museo Nazionale Romano.

## Descrição
A cripta era uma praça rodeada por pórticos anexa ao Teatro de Balbo, ambos construídos pelo cônsul Lúcio Cornélio Balbo em 13 a.C. Seu formato, preservado no "Plano de Mármore" (Forma Urbis), era praticamente quadrado com uma grande êxedra no lado oriental. Escavações recentes expuseram a êxedra e permitiram o estudo de boa parte do monumento, que está incorporado ao complexo do Museo Nazionale. Além dela, que tem 22 metros de diâmetro, a cripta consistia de duas longas paredes paralelas, um seção das quais com cerca de 40 metros, visível nos porões dos edifícios na Via delle Botteghe Oscure (nº 17 e 28). Restos similares da outra parede estão nos porões de casas na Via dei Delfini (entre os números 5 e 10). Elas foram feitas em opus quadratum, com esquinas em travertino formando uma espécie de meandro de niches voltados para lados opostos, os mais estreitos (1,9 metros) voltados para o norte e os mais largos (3,2 metros), para o sul. Estes últimos foram depois fechados por uma parede de concreto revestido por tijolos, claramente resultado da reforma de Domiciano depois do destrutivo incêndio de 80.
Na Idade Média, a êxedra foi transformada em latrina e a cripta foi ocupada pelos fabricantes de cordas (em latim: funari), uma função que se preservou no nome da vizinha igreja de Santa Caterina dei Funari.
O Plano de Mármore revela ainda a existência de um pequeno edifício, do qual apenas um dos cantos restou, no centro da praça, talvez num eixo diferente. É possível que este tenha sido o Templo de Vulcano no Campo de Marte, como atesta uma inscrição dedicatória encontrada no local. Erigida por prefeito dos vigiles da época de Trajano permite supor que cripta funcionava como a prefeitura central dos Vigiles. O templo seria, nesta hipótese, o centro religioso da corporação e a sede de seu arquivo.

## Museu
A sede do museu é parte de um vasto complexo de edifícios — incluindo, além da Cripta Balbo, as igrejas de Santa Caterina dei Funari e San Stanislao dei Polacchi — com cerca de 7 000 metros quadrados de área e um volume predial de mais de 40 000 metros cúbicos aquirido pelo governo da Itália em 1981.

## Planimetria
| Planimetria do Campo de Marte meridional |
| --- |
| Tibre Navália Circo Flamínio Teatro de Marcelo T. de DianaC T. da Piedade T. de Jano T. de Juno T. de Spes Templo de Belona Templo de Apolo Sosiano Templo de Júpiter Estator Templo de Juno Regina Pórtico de Otávia Portico de Filipo T. de Hércules Portico de Otávio Teatro de Balbo Cripta de Balbo Portico de Minúcio T. das Ninfas Diribitório T. de Juturna T. da Fortuna T. de Ferônia T. dos Lares Permarinos Cúria de Pompeu Portico de Pompeu Teatro de Pompeu Templo da Vênus Victrix Templo de Marte Santuário de Hércules Grande Vigia Templo de Castor e Pólux Ponte Fabrício Ilha Tiberina Pórtico dos Máximos T. de Netuno Pórtico dos Deuses Vila Pública Hecatostilo T. da Fortuna Equestre Anfiteatro de Estacílio Tauro (?) |